# Skalára vysoká
Skalára vysoká (Pterophyllum altum), také označovaná jako „královna akvárií“ či „andělská ryba“, je druh sladkovodní paprskoploutvé (Actinopterygii) ryby patřící do čeledě Cichlidae, kterou popsal Jacques Pellegrin v roce 1903. Pochází z jižní Ameriky. Jedná se o vzácnou a velmi krásnou rybu, která je ovšem náročná na chov a doporučována pouze zkušeným chovatelům.

## Popis
Tento druh je největším zástupcem svého rodu a jeho exempláře mohou mít výšku (od konce hřbetní ploutve po konec řitní ploutve) až 45 cm. Ovšem oficiální informace hovoří o maximální naměřené výšce u dosud nejvyššího zdokumentovaného jedince 33 cm. Tělo i s ocasem měří 15–18 cm. Jeho přirozená základní barva je hnědo-stříbřitá s několika hnědočervenými svislými pruhy, které přecházejí až do hřbetní a řitní ploutve. V dospělosti se u tohoto druhu může vyskytovat červené skvrnění a modrozelený hřbetní překryt a při vzrušení se projevuje černou skvrnou na operkulu. Velmi dlouhé jsou jejich hřbetní, břišní a řitní ploutve, které jsou na dospělcích vláknitě zakončené. Ocasní ploutev má jen mírně prodloužené krajní paprsky. V dospělosti mívají samci nevýrazný tukový hrb na čele. Pohlavní dimorfismus lze identifikovat pouze při tření. V době páření jsou ovšem samičky více plnější a rozeznatelnější podle pohlavní papily, která je větší, než u samců.
Skalára vysoká ulovená ve volné přírodě se v zajetí chová velmi obtížně. Tento druh se doporučuje pro středně pokročilé až pokročilé akvaristy vzhledem k detailní péči, kterou vyžaduje pro správný zdravotní stav. Ryba špatně odbourává sodík z těla, tudíž je důležité, aby nebyla krmena mraženými krmivy na bázi soli. Vůči svému druhu jsou velice agresivní, ale můžeme je chovat společně například s terčovci. Ve volné přírodě se ale jedná o hejnový druh. Doporučené pH je 5–7, vyžaduje teplejší vodu, při 20 °C již trpí nemocemi. Je velmi citlivá na kvalitu vody a nesnese ve vodě žádné chemikálie, včetně léčiv. Avšak uvádí se, že tento druh je odolnější proti chorobám, než zbývající druhy.

## Výskyt
Podle současných poznatků se přirozený výskyt rozkládá v povodí horního toku Orinoka a Rio Negro v jižní Venezuele, jihovýchodní Kolumbii a severní Brazílii. Holotyp byl uloven v Rio Atabapo ve Venezuele. Exempláře z okolí typové lokality se vzhledově liší od skaláry vysoké z východní Kolumbie. Vyskytují se také v záplavové oblasti řek Atabapo a Inirida, dále v záplavové oblasti Casiquiare a Guainía, kde vzniká Rio Negro, než vstoupí na brazilské území. Skaláry pocházející z trojmezí Brazílie, Peru a Kolumbie, v literatuře označovaní jako „Peru Altum“, patří k dalšímu dosud nepopsanému druhu.

## Determinační znaky
Charakteristickým znakem tohoto druhu je ostrý zářez nebo vrub na hlavě (nadočnicový zářez), někdy se mluví o sedlovitě promáčklém čele či promáčklém profilu hlavy nad očima. Dalším typickým znakem tohoto druhu je, že mezi hlavními tmavými pruhy vystupuje ještě další, avšak méně výrazné pruhování.

## Ekologie
V přírodě se častěji vyskytuje v dobře okysličených, extrémně měkkých vodách horních a středních přítoků Orinoka, které se vylévají z Guyanské vysočiny, a dává přednost pH v rozmezí 4,5 až 5,8. Jedná se o velmi průhledné černé vody s téměř nulovou vodivostí. Teplotní rozmezí těchto vod se pohybuje mezi 26 a 29 °C (78 až 84 °F).

## Rozmnožování
Jedná se o monogamní druh ryby s rodičovskou péčí. Studie ukazují, že rodičovská péče trvala od doby kladení jiker do doby, kdy přeživší jedinci byli dostatečně zralí na to, aby se sami mohli bránit. Pohlavně dospívají kolem 6 měsíce věku. Samice klade až několik stovek jiker (300–600), které se do 70 hodin vykulí. Kladení jiker probíhá na jakýkoliv svislý povrch, který byl jedinci očištěn – to probíhá zhruba 2–3 dny před samotným kladením jiker. Pozorováním bylo zjištěno, že samec kolem jiker neustále proplouval, to značí vypouštění spermií na jikry. Někdy dospělí jedinci svými prsními ploutvemi odstraňovali poškozené jikry (jikry zbělaly). Inkubační doba byla kolem 72–96 hodin podle teploty vody. Míra přežití se většinou pohybuje okolo 50 %. Bylo vypozorováno, že samičky se během života množily 7–9×. V případě nebezpečí rodiče plůdky požírají.
Z počátku jsou jikry malé, kulaté a průsvitné. Z jiker se vykulí plůdek s nevyvinutými ústy a žádnými ploutvemi. Nově vylíhlé larvy se přichytávají ke substrátu a po dobu prvních 72 hodin pouze kmitají ocasem. Poté dochází k oddělení a plavání plůdků jako potěr. Zhruba sedmý den již plavou volně. Od sedmého dne také dochází k přijímání potravy z vnějšího okolí a tvar těla je již podobný tomu rybímu (do té doby tráví pouze vlastní žloutkový váček).
Odchov v zajetí je možná, ale velice náročný. Pro rozmnožování v zajetí je potřeba mít pár starý přibližně 1–3 roky.
Na rozdíl od skaláry amazonské (Pterophyllum scalare), která se v zaplaveném deštném pralese tře na ponořených listech rostlin a stromů, dává přednost tření na ponořených kořenech a větvích stromů v mírném proudu vody.

## Potrava
Jedná se o všežravý druh. Preferuje především živou potravu, jako jsou nitěnky, perloočky, buchanky, larvy komárů či pakomárů a granule pro ryby.

## Význam
Jedná se o krásné a majestátní akvarijní ryby, tudíž hlavním významem tohoto druhu je především jeho okrasný chov. Dokonce se říká, že se skaláry staly synonymem pro eleganci.